# Ломелло
Ломелло (італ. Lomello) — муніципалітет в Італії, у регіоні Ломбардія,  провінція Павія.
Ломелло розташоване на відстані близько 470 км на північний захід від Рима, 50 км на південний захід від Мілана, 29 км на захід від Павії.

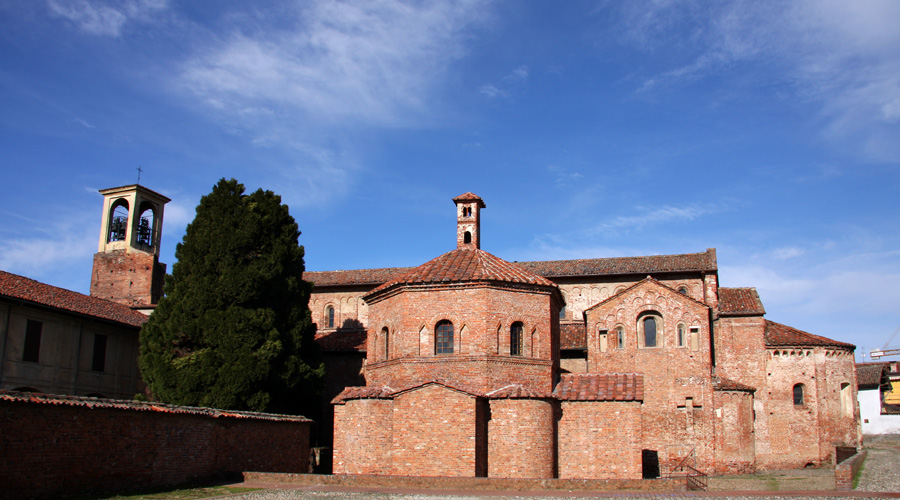

Населення — 2227 осіб (2014).

## Демографія
Населення за роками:

Станом на 1 січня 2023 року в муніципалітеті офіційно проживав 171 іноземець з 23 країн, серед них 44 громадяни країн Євросоюзу та 1 громадянин України.

## Сусідні муніципалітети
- Феррера-Ербоньйоне
- Галліавола
- Меде
- Оттоб'яно
- Сан-Джорджо-ді-Ломелліна
- Сем'яна
- Велеццо-Ломелліна
- Вілла-Біскоссі